# Prohydata ignita
Prohydata ignita är en fjärilsart som beskrevs av Louis Beethoven Prout 1917. Prohydata ignita ingår i släktet Prohydata och familjen mätare. Inga underarter finns listade i Catalogue of Life.